# Großsteingrab Liepen 8
Das Großsteingrab Liepen 8 ist ein Nordwest-Südost-orientiertes, 1965 von Ewald Schuldt ausgegrabenes und rekonstruiertes Ganggrab in einem kleinen, quadratischen Hünenbett mit 14 erhaltenen und 15 fehlenden Randsteinen, mit der Sprockhoff-Nr. 355.

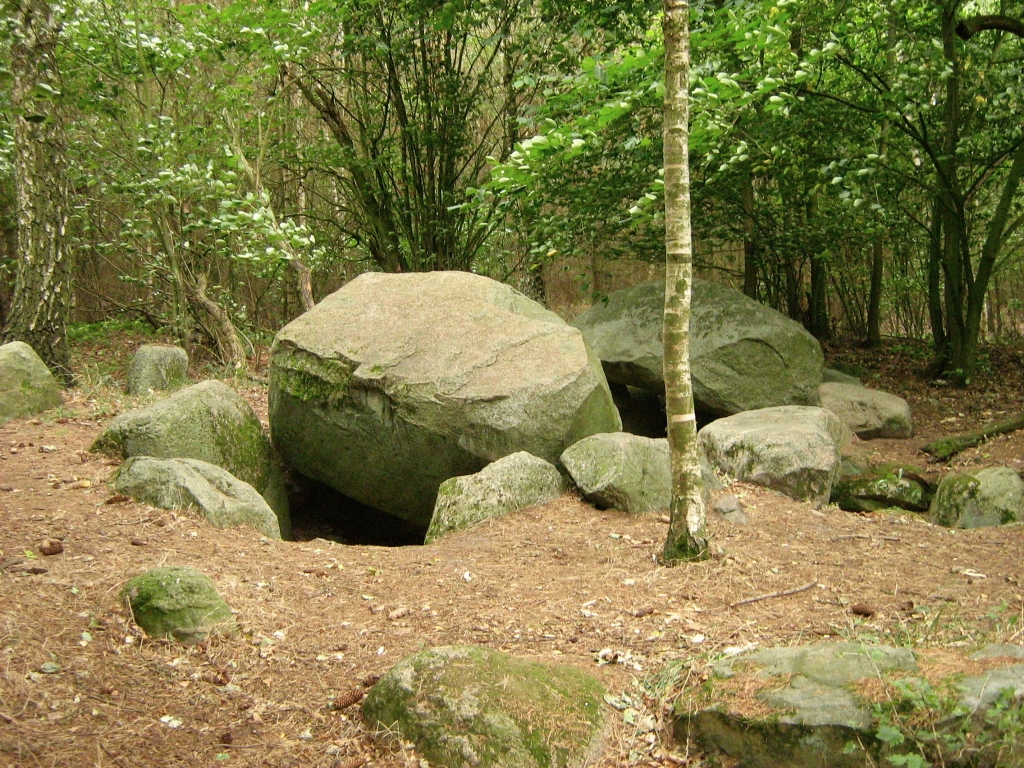
Gangrab Nr. 8 bei Liepen

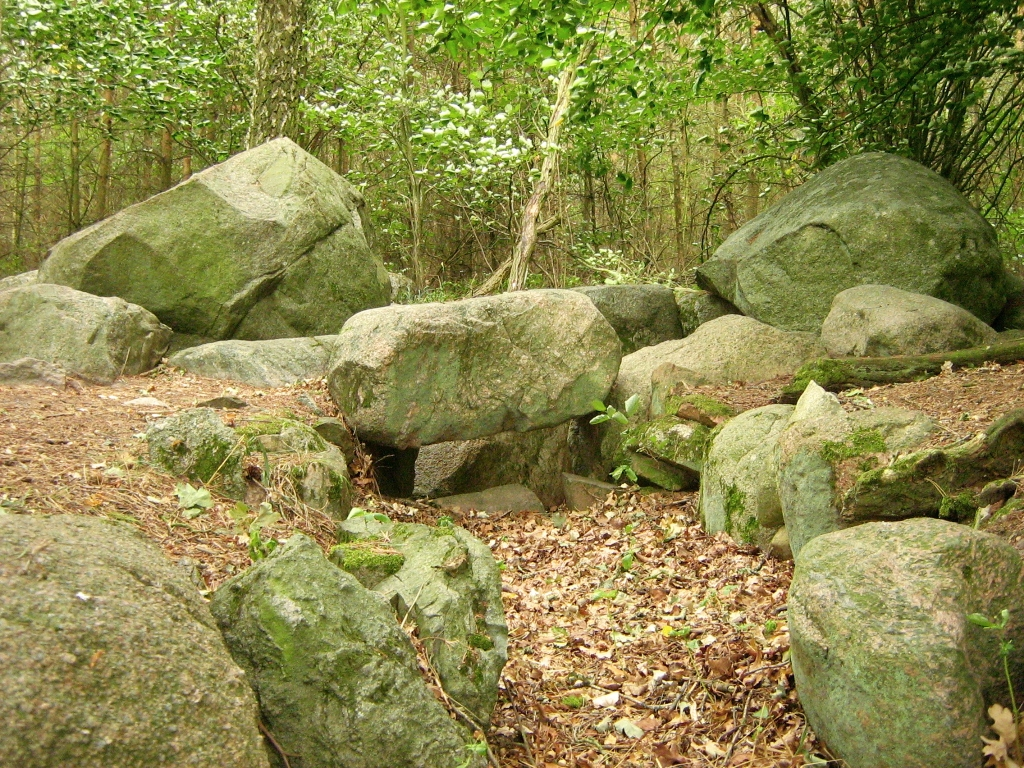
Gangrab Nr. 8 bei Liepen

Es liegt in der Gemeinde Thelkow im Landkreis Rostock in Mecklenburg-Vorpommern. Es entstand zwischen 3500 und 2800 v. Chr. als Megalithanlage der Trichterbecherkultur (TBK). Etwa 1,1 km nordöstlich von Liepen zweigt unweit der Recknitz von einem Feldweg aus ein ausgeschilderter Waldweg zu den Gräbern Liepen 7 und Liepen 8 ab, in einer auffälligen Baumgruppe rechts des Feldweges befindet sich die Anlage Liepen 10 im Feld.

## Beschreibung

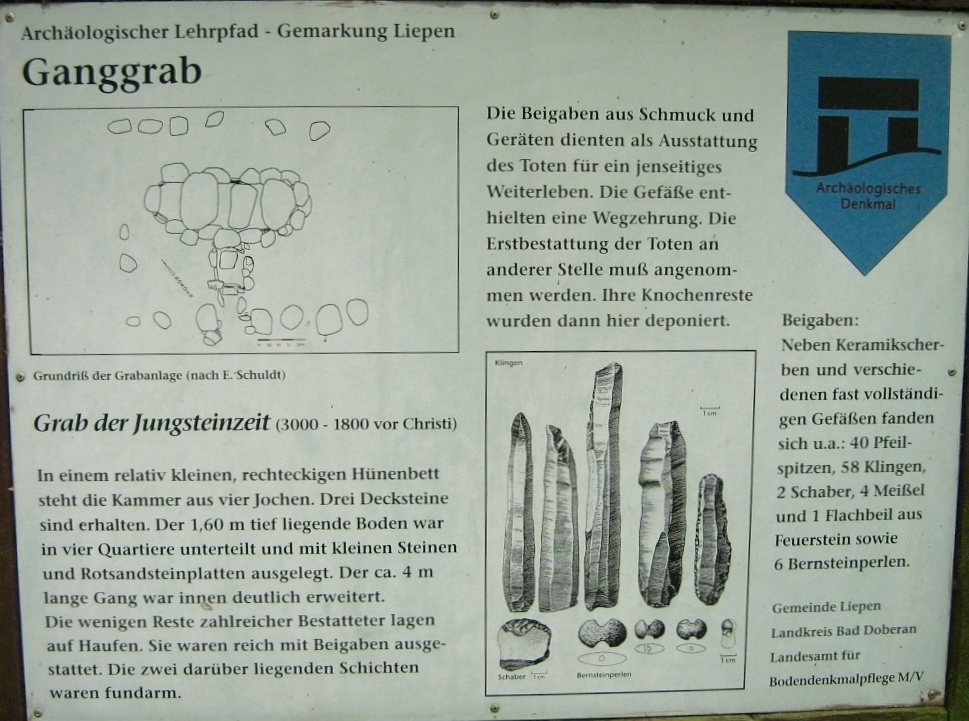
Ganggrab 8 Liepen

Von der etwa sechs Meter langen, 1,6 m hohen und 1,8 m breiten Kammer des Großsteingrabes sind 14 Trag- und drei der ursprünglich vier Decksteine erhalten. Von dem nach Südwesten weisenden, etwa 3,5 m langen Lateral mittig ansetzend Gang sind es zwei von drei. Die Anlage hat vier Quartiere. Die Diele besteht aus Rotsandsteinplatten und aus durch Ausfeuerung rot geglühtem Lehmestrich. Die archäologische Untersuchung ergab, dass die Anlage von den Trägern der Elb-Havel-Gruppe und der Kugelamphorenkultur nachgenutzt worden ist. Neben Holzkohle, menschlichen Knochen (darunter vier Schädel) und 79 Scherben fanden sich 52 Klingen, die größte Anzahl in einer Anlage in Mecklenburg-Vorpommern, 40 Querschneider, sechs Bernsteinperlen (davon drei doppelaxtförmig), fünf Klingenkratzer, fünf Schaber, vier Schlagsteine, drei Schmalmeißel, drei doppelkonische Gefäße, zwei Schultergefäße, zwei weitmündige Gefäße, zwei Bohrer, eine Sandsteinscheibe, ein Flachbeil, ein Hohlmeißel, eine Trichterschale sowie ein tonnenförmiges Gefäß.